# Lijst van civil parishes in Somerset
Onderstaande lijst bevat alle civil parishes in het Engelse ceremoniële graafschap Somerset.
| Districten van Somerset De gebieden in geel zijn unitary authorities en in roze zijn districten |
| ----------------------------------------------------------------------------------------------- |
| Kaart met districten in Somerset                                                                |
| 1 South Somerset                                                                                |
| 2 Taunton Deane                                                                                 |
| 3 West Somerset                                                                                 |
| 4 Sedgemoor                                                                                     |
| 5 Mendip                                                                                        |
| 6 Bath and North East Somerset (Unitary)                                                        |
| 7 North Somerset (Unitary)                                                                      |

## Bath and North East Somerset
Het gebied van de stad Bath, vroeger onderdeel van Bath County Borough, is niet onderverdeeld in parishes. De rest van Bath and North East Somerset wel.
- Bathampton
- Batheaston
- Bathford
- Cameley
- Camerton
- Charlcombe
- Chelwood
- Chew Magna
- Chew Stoke
- Claverton
- Clutton
- Combe Hay
- Compton Dando
- Compton Martin
- Corston
- Dunkerton
- East Harptree
- Englishcombe
- Farmborough
- Farrington Gurney
- Freshford
- High Littleton
- Hinton Blewett
- Hinton Charterhouse
- Kelston
- Keynsham
- Marksbury
- Midsomer Norton
- Monkton Combe
- Nempnett Thrubwell
- Newton St Loe
- Norton Malreward
- Paulton
- Peasedown St John
- Priston
- Publow with Pensford
- Radstock
- Saltford
- Shoscombe
- Southstoke
- Stanton Drew
- Stowey-Sutton
- Swainswick
- Timsbury
- Ubley
- Wellow
- Westfield
- West Harptree
- Whitchurch

## Mendip
Het gehele district Mendip is onderverdeeld in parishes.
- Ashwick
- Baltonsborough
- Batcombe
- Beckington
- Berkley
- Binegar
- Buckland Dinham
- Butleigh
- Chewton Mendip
- Chilcompton
- Coleford
- Cranmore
- Croscombe
- Ditcheat
- Doulting
- Downhead
- East Pennard
- Emborough
- Evercreech
- Frome
- Glastonbury
- Godney
- Great Elm
- Hemington
- Holcombe
- Kilmersdon
- Lamyat
- Leigh-on-Mendip
- Litton
- Lullington
- Lydford-on-Fosse
- Meare
- Mells
- Milton Clevedon
- North Wootton
- Norton Saint Philip
- Nunney
- Pilton
- Priddy
- Pylle
- Rode
- Rodney Stoke
- Selwood
- Sharpham
- Shepton Mallet
- St Cuthbert Out
- Stoke St Michael
- Ston Easton
- Stratton-on-the-Fosse
- Street
- Tellisford
- Trudoxhill
- Upton Noble
- Walton
- Wanstrow
- Wells
- West Bradley
- West Pennard
- Westbury-sub-Mendip
- Whatley
- Witham Friary
- Wookey

## North Somerset
Het gehele district North Somerset is onderverdeeld in parishes.
- Abbots Leigh
- Backwell
- Banwell
- Barrow Gurney
- Blagdon
- Bleadon
- Brockley
- Burrington
- Butcombe
- Churchill
- Clapton in Gordano
- Cleeve
- Clevedon
- Congresbury
- Dundry
- Easton in Gordano
- Flax Bourton
- Hutton
- Kenn
- Kewstoke
- Kingston Seymour
- Locking
- Long Ashton
- Loxton
- Nailsea
- Portbury
- Portishead and North Weston
- Puxton
- St. Georges
- Tickenham
- Walton in Gordano
- Weston in Gordano
- Weston-super-Mare
- Wick St. Lawrence
- Winford
- Winscombe and Sandford
- Wraxall and Failand
- Wrington
- Yatton

## Sedgemoor
Het gehele district Sedgemoor is onderverdeeld in parishes.
- Ashcott
- Axbridge
- Badgworth
- Bawdrip
- Berrow
- Brean
- Brent Knoll
- Bridgwater
- Bridgwater Without
- Broomfield
- Burnham on Sea and Highbridge
- Burnham Without
- Burtle
- Cannington
- Catcott
- Chapel Allerton
- Cheddar
- Chedzoy
- Chilton Polden
- Chilton Trinity
- Compton Bishop
- Cossington
- Durleigh
- East Brent
- East Huntspill
- Edington
- Enmore
- Fiddington
- Goathurst
- Greinton
- Lympsham
- Lyng
- Mark
- Middlezoy
- Moorlinch
- Nether Stowey
- North Petherton
- Othery
- Otterhampton
- Over Stowey
- Pawlett
- Puriton
- Shapwick
- Shipham
- Spaxton
- Stawell
- Stockland Bristol
- Thurloxton
- Weare
- Wedmore
- Wembdon
- West Huntspill
- Westonzoyland
- Woolavington

## South Somerset
Het gehele district South Somerset is onderverdeeld in parishes.
- Abbas and Templecombe
- Alford
- Aller
- Ansford
- Ash
- Ashill
- Babcary
- Barrington
- Barton St David
- Barwick
- Beercrocombe
- Blackford and Compton Pauncefoot
- Bratton Seymour
- Brewham
- Broadway
- Bruton
- Brympton
- Buckland St Mary
- Castle Cary
- Chaffcombe
- Chard
- Charlton Horethorne
- Charlton Mackrell
- Charlton Musgrove
- Chillington
- Chilthorne Domer
- Chilton Cantelo
- Chiselborough
- Closworth
- Combe St Nicholas
- Compton Dundon
- Corton Denham
- Crewkerne
- Cricket St Thomas
- Cucklington
- Cudworth
- Curry Mallet
- Curry Rivel
- Dinnington
- Donyatt
- Dowlish Wake
- Drayton
- East Chinnock
- East Coker
- Fivehead
- Hambridge and Westport
- Hardington Mandeville
- Haselbury Plucknett
- Henstridge
- High Ham
- Hinton St George
- Holton
- Horsington
- Horton
- Huish Episcopi
- Ilchester
- Ilminster
- Ilton
- Isle Abbots
- Isle Brewers
- Keinton Mandeville
- Kingsbury Episcopi
- Kingsdon
- Kingstone
- Kingweston
- Knowle St Giles
- Langport
- Limington
- Long Load
- Long Sutton
- Lopen
- Lovington
- Maperton
- Marston Magna
- Martock
- Merriott
- Milborne Port
- Misterton
- Montacute
- Muchelney
- Mudford
- North Barrow
- North Cadbury
- North Cheriton
- North Perrott
- Norton sub Hamdon
- Odcombe
- Penselwood
- Pitcombe
- Pitney
- Puckington
- Queen Camel
- Rimpton
- Seavington St Mary
- Seavington St Michael
- Shepton Beauchamp
- Shepton Montague
- Somerton
- South Barrow
- South Cadbury
- South Petherton
- Sparkford
- Stocklinch
- Stoke sub Hamdon
- Stoke Trister
- Tatworth and Forton
- Tintinhull
- Wambrook
- Wayford
- West Camel
- West and Middle Chinnock
- West Coker
- West Crewkerne
- Whitelackington
- Whitestaunton
- Wincanton
- Winsham
- Yarlington
- Yeovil
- Yeovil Without
- Yeovilton

## Taunton Deane
Het gedeelte van het voormalige Taunton Municipal Borough is niet onderverdeeld in parishes, de rest van Taunton Deane wel.
- Ashbrittle
- Ash Priors
- Bathealton
- Bickenhall
- Bishop's Hull
- Bishops Lydeard
- Bradford on Tone
- Burrowbridge
- Cheddon Fitzpaine
- Chipstable
- Churchstanton
- Combe Florey
- Comeytrowe
- Corfe
- Cothelstone
- Creech St Michael
- Curland
- Durston
- Fitzhead
- Halse
- Hatch Beauchamp
- Kingston St Mary
- Langford Budville
- Lydeard St Lawrence
- Milverton
- North Curry
- Norton Fitzwarren
- Nynehead
- Oake
- Orchard Portman
- Otterford
- Pitminster
- Ruishton
- Sampford Arundel
- Staple Fitzpaine
- Staplegrove
- Stawley
- Stoke St Gregory
- Stoke St Mary
- Thornfalcon
- Tolland
- Trull
- Wellington
- Wellington Without
- West Bagborough
- West Buckland
- West Hatch
- West Monkton
- Wiveliscombe

## West Somerset
Het gehele district West Somerset is onderverdeeld in parishes.
- Bicknoller
- Brompton Ralph
- Brompton Regis
- Brushford
- Carhampton
- Clatworthy
- Crowcombe
- Cutcombe
- Dulverton
- Dunster
- East Quantoxhead
- Elworthy
- Exford
- Exmoor
- Exton
- Holford
- Huish Champflower
- Kilve
- Luccombe
- Luxborough
- Minehead
- Minehead Without
- Monksilver
- Nettlecombe
- Oare
- Old Cleeve
- Porlock
- Sampford Brett
- Selworthy
- Skilgate
- Stogumber
- Stogursey
- Stringston
- Timberscombe
- Treborough
- Upton
- Watchet
- West Quantoxhead
- Williton
- Winsford
- Withycombe
- Withypool and Hawkridge
- Wootton Courtenay